# Arrondissement Créteil
Créteil is een arrondissement van het Franse departement Val-de-Marne in de regio Île-de-France. De onderprefectuur is Créteil.

## Kantons
Het arrondissement is samengesteld uit de volgende kantons:
- Kanton Alfortville-Nord
- Kanton Alfortville-Sud
- Kanton Boissy-Saint-Léger
- Kanton Bonneuil-sur-Marne
- Kanton Charenton-le-Pont
- Kanton Choisy-le-Roi
- Kanton Créteil-Nord
- Kanton Créteil-Ouest
- Kanton Créteil-Sud
- Kanton Ivry-sur-Seine-Est
- Kanton Ivry-sur-Seine-Ouest
- Kanton Maisons-Alfort-Nord
- Kanton Maisons-Alfort-Sud
- Kanton Orly
- Kanton Saint-Maur-des-Fossés-Centre
- Kanton Saint-Maur-des-Fossés-Ouest
- Kanton Saint-Maur-La Varenne
- Kanton Sucy-en-Brie
- Kanton Valenton
- Kanton Villecresnes
- Kanton Villeneuve-le-Roi
- Kanton Villeneuve-Saint-Georges
- Kanton Vitry-sur-Seine-Est
- Kanton Vitry-sur-Seine-Nord
- Kanton Vitry-sur-Seine-Ouest